# شهرستان سوقلوق
شهرستان سوقلوق (به قرقیزی: Сокулук району، سوقۇلۇق وودانى) یک شهرستان در قرقیزستان است که در استان چوی واقع شده‌است. شهرستان سوقلوق ۲٬۵۵۰ کیلومتر مربع مساحت و ۱۵۹٬۲۳۱ نفر جمعیت دارد. مرکز آن سوقلوق است.